# Паломбаре (Асколи Пичено)
Паломбаре (итал. Palombare) насеље је у Италији у округу Асколи Пичено, региону Марке.
Према процени из 2011. у насељу је живело 107 становника. Насеље се налази на надморској висини од 369 м.